# LG Velvet
LG Velvet (также употребляется, как LG G9) — это Android-фаблет производства LG Electronics, анонсированный в мае 2020 года как ребрендинг серии LG G. Аппаратное обеспечение устройства частично совпадает с флагманским V60 ThinQ, с тем же дисплеем, но меньшей батареей и другими камерами. 5 апреля 2021 года LG объявила о закрытии своего подразделения мобильных телефонов и прекращении производства всех оставшихся устройств. LG отметила, что телефон будет доступен до тех пор, пока не закончатся существующие запасы.

## Технические характеристики

### Дизайн
Velvet использует раму из анодированного алюминия и изогнутое стекло Gorilla Glass спереди и сзади с рейтингом IP68 для защиты от воды и пыли. Уникальная вертикальная установка камеры находится сзади. Вместо того, чтобы размещаться в массиве, каждая камера имеет отдельный объектив с «эффектом капли дождя». Верхний датчик немного выступает, а остальные датчики и светодиодная вспышка находятся на одном уровне с задней панелью.
Модель 4G доступна в цветах Black и Aurora Silver; модель 5G доступна в цветах Aurora White, Aurora Green, Aurora Grey и Illusion Sunset. Позже для SK Telecom, KT и LG U+ были добавлены эксклюзивные для операторов отделки Blue, Red и Pink соответственно. Модель Verizon 5G UW доступна только в цвете Aurora Red.

### Аппаратное обеспечение
Модель 4G использует Snapdragon 845 и Adreno 630, а модель 5G использует Snapdragon 765G и Adreno 620. Модель T-Mobile 5G использует MediaTek Dimensity 1000C и Mali-G57 MC5. Единственный вариант хранения — 128 ГБ UFS 2.1 в сочетании с 6 или 8 ГБ оперативной памяти LPDDR4X. Расширение карты MicroSD поддерживается через гибридный слот для двух SIM-карт, до 1 ТБ с настройкой с одной или двумя SIM-картами.
В дисплее используется изогнутая 6,8-дюймовая (170 мм) панель P-OLED 1080p с соотношением сторон 41:18 и поддержкой чехла LG DualScreen. Он поддерживает активный перьевой ввод Wacom AES, но перо не входит в комплект и для него нет встроенного хранилища. Оптический сканер отпечатков пальцев под экраном и распознавание лиц используются для биометрии, как и в V60. Емкость аккумулятора составляет 4300 мАч, и его можно заряжать по проводу через USB-C до 15 Вт (4G) / 25 Вт (5G) или по беспроводной сети через Qi до 9 Вт. На задней панели используется тройная камера. состоит из широкоугольного сенсора на 48 Мп, сверхширокого сенсора на 8 Мп и макросенсора на 5 Мп. Фронтальная камера использует датчик на 16 Мп и расположена в небольшом вырезе в верхней части дисплея.

### Программное обеспечение
Velvet поставляется с Android 10 Queen Cake и использует LG UX 9.

## LG Velvet 2 Pro
В СМИ просочилась обновленная версия под названием Velvet 2 Pro. Его внешние изменения, по-видимому, ограничиваются сенсорными кнопками громкости и питания. Сообщается, что из-за прекращения телефонного подразделения LG телефон будет продаваться только корейским сотрудникам компании LG по значительно сниженной цене.
Телефон был готов к массовому выпуску, но после объявления LG об закрытии производства мобильных телефонов он не пошёл в продажу.До  закрытия была сделана небольшая партия в виде 3000 экземпляров Velvet 2 pro. Позже все экземпляры раскупили сотрудники компании за 170 долларов.
Некоторые характеристики Lg Velvet 2 Pro:
Процессор: Snapdragon 888
Аккумулятор: 4500 мАч
Камера: основная- 64 мп,сверхширокоугольный-12 мп, телеобектив 8мп.    Фронтальная камера 10мп.
Экран: диагональ 6,8 дюймов,120- герцовый дисплей POLED